# Steuerungsinstrument
Ein Steuerungsinstrument ist ein Hilfsmittel oder Werkzeug, das zur zielgerichteten Beeinflussung technischer, operativer oder wirtschaftlicher Prozesse und Systeme verwendet wird. Der Begriff wird am häufigsten in wirtschaftswissenschaftlichen Schriften gebraucht. Leitzins und Geldmenge werden als volkswirtschaftspolitische Steuerungsinstrumente der Zentralbank bezeichnet und Unternehmensplanungen, Zielvorgaben und Kennzahlen werden als nützliche Steuerungsinstrumente zur Führung von Organisationen dargestellt. Der Begriff Steuerungsinstrument assoziiert stark mit den Navigations-, Bedien- und Kontrollelementen eines Cockpits, Dashboards oder Führerstands eines Fahrzeugs oder einer industriellen Anlage.

## Notwendigkeit
Organisationen, Unternehmen oder Volkswirtschaften sind komplexe lebendige Systeme, die einer ständigen Entwicklung und Veränderung unterliegen. Steuerungsinstrumente entstanden aus dem Interesse bei den Akteuren, Teilnehmern, Benefizianten und Führungskräften dieser Systeme deren Entwicklung durch regulierende Mechanismen in Hinsicht auf kollektive Ziele positiv zu beeinflussen oder ungewollte Zustände und Stagnationen abzuwenden.

## Funktionsweise
Als Steuerung wird im wirtschaftlichen Sinne der geordnete, informationsverarbeitende Prozess zur Durchsetzung, Kontrolle und Sicherung von Planvorgaben definiert. Steuerung basiert auf der richtigen Interpretation von Indikatoren und dem ursächlichen Zusammenhang zwischen der Regulierung einer oder mehrerer Einflussgrößen und der daraus resultierenden Wirkung auf das zu steuernde System. Steuerungsinstrumente messen sowohl die Veränderung der Einflussgröße wie auch des endogenen, zu steuernden Systems und haben dabei drei grundsätzliche Funktionen zu erfüllen:
1. Die Bestimmung und Registrierung der Ausgangsposition und des Ziels 

2. Die Berechnung des optimalen Kurses zum Ziel 

3. Die kontinuierliche Ermittlung von Kursabweichungen 

Um abgelaufene wirtschaftliche Vorgänge in Unternehmen und Organisationen abbilden zu können, wird als Informationsmittel ein finanzielles Modell benötigt, wie zum Beispiel das Rechnungswesen (Finanz- und Betriebsbuchhaltung). Ein zentrales Steuerungsinstrument ist  die Kostenstellenrechnung, die die Lokalisierung der Gemeinkosten eines Unternehmens auf die organisatorischen Verantwortungsbereiche bewirkt und durch den Vergleich mit einer Kostenstellenplanung die Steuerung ermöglicht. Zu den wichtigen Steuerungsinstrumenten zählt auch die Kostenträgerrechnung, die die Selbstkosten der umsatzrelevanten Produkte und Leistungen eines Unternehmens ermittelt und somit eine wichtige Grundlage für die Entwicklung des Unternehmens in seiner Produkt- und Preispolitik liefert. Auch betriebswirtschaftliche Kennzahlen oder Balanced Scorecards, die komprimiert über Sachstände von komplexen wirtschaftlichen Prozessen sowie Unternehmenswerten informieren, dienen als Steuerungsinstrumente.